# Långträsktjärnen (Skellefteå socken, Västerbotten)
Långträsktjärnen är en sjö i Skellefteå kommun i Västerbotten och ingår i Skellefteälvens huvudavrinningsområde.